# Axel Wilhelm Gade
Axel Wilhelm Gade   (Copenhaguen, 28 de maig de 1860 - Frederiksberg, 9 de novembre de 1921) fou un violinista i compositor danès.
Fou un notable concertista de violí, deixeble de Tofte i Joachim. Desenvolupà la classe de violí en el Conservatori de Copenhaguen, i durant alguns anys la direcció d'aquest establiment docent.
La llista de les seves composicions inclou molta música de cambra, un concert de violí i l'òpera Nit veneciana, estrenada amb èxit a Copenhaguen el 1918.